# Guianacara
Guianacara es un género de peces de agua dulce perteneciente a la familia de los cíclidos. Incluye seis especies endémicas de América del Sur.

## Especies
- Guianacara cuyunii (López-Fernández, Baechle & Kullander, 2006)
- Guianacara geayi (Pellegrin, 1902)
- Guianacara oelemariensis (Kullander & Nijssen, 1989)
- Guianacara owroewefi (Kullander & Nijssen, 1989)
- Guianacara sphenozona (Kullander & Nijssen, 1989)
- Guianacara stergiosi (López-Fernández, Baechle & Kullander, 2006)